# Гусельников, Григорий Александрович
Григо́рий Алекса́ндрович Гусе́льников (род. 25 февраля 1976) — российский инвестор, бизнесмен, бывший основной акционер латвийского Norvik Banka с представительствами в России и Великобритании.
Активный сторонник развития новых технологий в управлении финансами и банковском деле.

## Биография
Григорий Гусельников родился в семье советских инженеров 25 февраля 1976 года в Новосибирске. Детские годы провёл в родном городе родителей — Барнауле, где в 1992 году окончил с серебряной медалью среднюю школу № 72.
В том же году поступил на экономический факультет, а в 1998 году окончил магистратуру Томского политехнического университета по специальности «экономика». Во время учёбы стажировался в Великобритании (в Уорикском университете) и США (The American Institute of Banking).
С 1996 года работает в банковской сфере.
С 1997 года — заместитель начальника отдела управления персоналом Инкомбанка.
С 1999 года — начальник управления корпоративного развития «Гута-банка».
С 2000 года — начальник отдела труда и мотивации Росбанка, попал в рейтинг самых успешных молодых людей России по версии журнала «Финанс».
В январе 2001 года Гусельников перешёл в «Бинбанк», где возглавил департамент розничного бизнеса и вошёл в правление. С 2002 года — старший вице-президент, затем первый вице-президент Бинбанка.
В 2003 году Гусельников стал акционером кировского «Вятка Банка».
16 июня 2008 года назначен президентом Бинбанка.
В 2007 и 2008 годах его включали в список 33 самых успешных молодых людей России, по версии журнала «Финанс».
В 2010 году покинул Бинбанк и сконцентрировался на развитии «Вятка Банка».
В 2011 году Григорий Гусельников совершил одну из рекордных сделок на рынке недвижимости Лондона: он приобрел флагманский магазин Rolex в престижном комплексе One Hyde Park. Сумма сделки составила около 13 млн фунтов. Недвижимость была выкуплена в 2015 году инвестором из Саудовской Аравии, по цене, установившей новый рекорд на лондонском рынке недвижимости — более 22 млн фунтов (то есть доходность вложения составила около 70 %).
В декабре 2013 года Григорий Гусельников приобрёл 50 % +1 акцию латвийского Norvik Banka, выступая как партнёр лондонского инвестиционного фонда G2 Capital Partners. На 1 июля 2014 года российскому бизнесмену Гусельникову принадлежали 83,63 % акций Norvik Banka
.
В конце 2017 года ПАО «Норвик банк» был выкуплен Григорием Гусельниковым и его ближайшими родственниками у латвийского Norvik Banka за 30 миллионов евро.
По состоянию на 1 июля 2018 года Григорию Гусельникову принадлежало 30 % акций латвийского Norvik Banka. В ноябре 2018 года Norvik Banka был переименован в PNB Banka.
В декабре 2017 года Григорий Гусельников совместно с членами своей семьи и Norvik Banka обратились в Международный центр по урегулированию инвестиционных споров (ICSID) с иском к Латвии. Причиной иска стали попытки вымогательства у Григория Гусельникова высокопоставленными должностными лицами Банка Латвии взяток под угрозой репрессий в отношении Norvik Banka со стороны Комиссии рынков финансов и капитала Латвии.
Летом 2019 года Григорий Гусельников и члены его семьи продали все принадлежащие им акции PNB Banka консорциуму инвесторов из Франции и США во главе с миллиардером Роджером Тамразом. Тогда же Eвропейский Центральный банк признал PNB bankа «попавшим в финансовые трудности», его деятельность была приостановлена, а затем была объявлена неплатёжеспособность и началась ликвидация. В ходе проверки финансовых активов выяснилось, что обязательства банка перед кредиторами (367 млн евро) на 200 млн превышают его активы (167 млн). Однако эти обстоятельства в настоящее оспариваются в рамках поданного иска против Латвии. Так, судом было установлено, что администратор неплатежеспособности PNB Banka был явно заинтересован в том, чтобы доказать недостаточность активов банка и потому не имеет права представлять банк в суде.
Одновременно начался гражданский судебный процесс о взыскании убытков в размере 32 млн евро против 11 членов правления и совета банка, среди которых оказались бывший глава Федеральной разведки Германии (BND) Август Ханнинг (75) и бывший генсек НАТО Андерс Фог Расмуссен. В рамках этого иска администратор неплатежеспособности Виго Крастиньш попытался наложить арест на активы Григория Гусельникова на сумму более 32 миллионов евро, однако Арбитражный суд Москвы в этом иске отказал, сославшись на предположительный характер и недостаточность обвинений.
Женат. Имеет двоих сыновей.

## Что? Где? Когда?
Гусельников — постоянный участник телепередачи «Что? Где? Когда?» с 2002 года, с 2010 по 2016 год — «Хранитель традиций» клуба «Что? Где? Когда?».
В 2010 году являлся независимым арбитром телеигры Брэйн ринг.
В выпуске «Что? Где? Когда?» от 28 ноября 2015 года в составе команды Ольги и Михаила Барщевского выиграл свою первую игру за столом в качестве знатока, при этом ответил верно на один вопрос.

## Благотворительность
Занимается благотворительностью в России и поддерживает ряд благотворительных фондов.
Входит в Попечительский совет Фонда целевого капитала Томского политехнического университета
В мае 2017 года Григорий Гусельников содействовал организации лондонского показа спектакля «Бродский/Барышников» латвийского режиссера Алвиса Херманиса.
Является многолетним патроном Оксфордского филармонического оркестра